# Gärdsgölen (Högsby socken, Småland)
Gärdsgölen är en sjö i Högsby kommun i Småland och ingår i Emåns huvudavrinningsområde.